# Hong Dong-hyeon
Hong Dong-hyeon (koreanisch 홍동현; * 1. Dezember 1994) ist ein südkoreanischer Fußballspieler. Aktuell steht er beim Ansan Greeners FC unter Vertrag.

## Karriere

### Jugendzeit
Ausgebildet wurde er an der Soongsil-Universität von 2010 bis 2013. Nach seinem Ausbildungsende ging er zu Busan IPark.

### Fußball-Karriere in Südkorea
Hong Dong-hyeon spielte von 2013 bis Juni 2017 für Busan IPark und absolvierte in der Zeit 52 Ligaspieleinsätze und erzielte dabei sechs Tore. Danach wechselte er zu Ansan Greeners FC.